# Mary Holland
Mary Holland (Galax, 24 juni 1985) is een Amerikaans actrice. Ze speelde in diverse films en series, waaronder Senior Year, Craig of the Creek en The Woman in the House Across the Street from the Girl in the Window.

## Filmografie

### Film
- 2016: Mike and Dave Need Wedding Dates, als Becky
- 2017: And Then There Was Eve, als Laura
- 2017: Unicorn Store, als Joanie
- 2018: The Package, als verpleegkundige
- 2019: Greener Grass, als Kim Ann
- 2019: Good Posture, als Pauline
- 2019: Between Two Ferns: The Movie, als Gerri Plop
- 2020: Golden Arm, als Melanie
- 2020: Happiest Season, als Jane Caldwell
- 2022: Senior Year, als Martha "Marth" Reiser
- 2023: Self Reliance, als Amy
- 2023: Maggie Moore(s), als Maggie Lee Moore
- 2024: Nightbitch, als Miriam

### Televisie
- 2013-2016: Comedy Bang! Bang!, als verschillende personages
- 2014: Silicon Valley, als Sherry
- 2014: The Birthday Boys, als verschillende personages
- 2015: Parks and Recreation, als Victoria Herzog
- 2015-2016: Blunt Talk, als Shelly Tinkle
- 2015: The Mindy Project, als moeder
- 2015: Truth Be Told, als Amy
- 2016: It's Always Sunny in Philadelphia, als Blair
- 2016-2018: Animals., als verschillende stemrollen
- 2016: The Good Place, als Paula Ouncerock
- 2016: Mr. Neighbor's House, als Miss Lady
- 2016-2017: The UCB Show, als verschillende personages
- 2017: Michael Bolton's Big, Sexy Valentine's Day Special, als Dianne
- 2017: New Girl, als Gil
- 2017: Shrink, als Rachel
- 2017: Brooklyn Nine-Nine, als Tricia
- 2017: Veep, als Shawnee Tanz
- 2017: Bajillion Dollar Propertie$, als Missy
- 2017: Dice, als Trudy
- 2018: Crazy Ex-Girlfriend, als medewerker kattenwinkel
- 2018-2025: Craig of the Creek, als Maney (stemrol)
- 2018: American Housewife, als Ashley Clark
- 2018: Mr. Neighbor's House 2, als Miss Lady
- 2018: Happy Together, als Suzanne
- 2018: Fresh Off the Boat, als Cindy
- 2019: Speechless, als Caroline
- 2019: Abby's, als Sharon
- 2020: Curb Your Enthusiasm, als Tara Cooper
- 2020: Robbie, als Janie
- 2020: Homecoming, als Wendy
- 2020: Star Wars: Jedi Temple Challenge, als AD-3 (stemrol)
- 2020: Mapleworth Murders, als Lanie Delabouche
- 2020: Hoops, als Connie (stemrol)
- 2020: Big City Greens, als voorzitter (stemrol)
- 2020-2021: Duncanville, als verschillende stemrollen
- 2020-2023: Harley Quinn, als Jennifer Tabitha (stemrol)
- 2021-2023: HouseBroken, als verschillende stemrollen
- 2021-2022: Physical, als Tanya Logan
- 2022: The Woman in the House Across the Street from the Girl in the Window, als Sloane
- 2022-2024: Star Trek: Lower Decks, al verschillende stemrollen
- 2023: History of the World, Part II, als Typhoid Mary
- 2023-2024: The Big Door Prize, als Nat
- 2023: The Afterparty, als Nicole
- 2024: Ghosts, als patient
- 2024: Bob's Burgers, als Helen Oats / Maryanne
- 2025: The Kashyyyk Life Day Carol: A Live Staged Reading of the Star Wars Holiday Special, als verschillende stemrollen

### Podcast
- 2019-2023: Hello from the Magic Tavern, als Timtam the Teal / Suzie Creamcheese
- 2023: Harley Quinn & The Joker: Sound Mind, als Margaret Pye / Magpie